# Gyula Bereznai
Gyula Bereznai (* 1. Mai 1921 in Sátoraljaújhely; † 6. September 1990 Nyíregyháza) war ein ungarischer Mathematiker und Abteilungsleiter an der Lehrerausbildungshochschule Nyíregyháza.

## Leben
Sein Vater war Friseur, seine Mutter Hausfrau. Er absolvierte die Grundschule in Tornyospálca, danach die Mittelschule in Kisvárda. Sein Studium an der Universität Debrecen wurde durch den Krieg unterbrochen. Nach sechs Jahren im Gefängnis erhielt er einen Abschluss in Mathematik der Eötvös-Loránd-Universität in Budapest. Nach Tätigkeiten an der Nyíregyháza-Berufsschule und dem Kölcsey-Gymnasium wurde er 1962 in die Mathematikabteilung der György-Bessenyei-Lehrerausbildungshochschule aufgenommen. Von 1969 bis 1983 war er dort Abteilungsleiter. Mehr als zwei Jahrzehnte lang brachte er der zukünftigen Lehrergeneration die Grundlagen der mathematischen Analysis bei. Seine Arbeit war geprägt von zahlreichen Fach- und Methodenpublikationen. Er war Autor und Herausgeber mehrerer Bücher.

## Werk
Er spezialisierte sich auf mathematische Analysis.
| Zitat aus der Publikation Über ein einfaches Konvergenzkriterium: Es gilt: Genügt das Verhältnis eines Reihengliedes {\displaystyle a_{n}} zum nachgehenden {\displaystyle a_{n+1}}, {\displaystyle {\frac {a_{n}}{a_{n+1}}}}, von einem gewissen Wert {\displaystyle n} an der Ungleichung {\displaystyle \left({\frac {a_{n}}{a_{n+1}}}\right)^{n}\geq p>e}, wobei {\displaystyle p} nicht von {\displaystyle n} abhängt, so konvergiert die Reihe mit positiven Gliedern {\displaystyle \sum _{}a_{n}}. Ist jedoch umgekehrt von einem gewissen Wert {\displaystyle n} an {\displaystyle \left({\frac {a_{n}}{a_{n+1}}}\right)^{n}\leq e}, so divergiert die gegebene Reihe. (Der Satz wurde von József Sándor verallgemeinert..) Es ist bekannt, dass die Methode von Gyula Bereznai effektiver ist als der sogenannte D'Alembert-Quotient und die sogenannte Raabe-Duhamel-Methode, die am häufigsten zur Bestimmung der Konvergenz von Zahlenreihen mit positiven Zahlen verwendet wird. Das heißt, das Ergebnis von Gyula Bereznai bietet unter anderem ein nützliches Werkzeug für das Studium eines sehr intensiv erforschten Zweigs der Mathematik, der harmonischen Analyse. (Dr.Habil. György Gát) |

Der nach Gyula Bereznai benannte Mathematikwettbewerb wird seit 1991 jedes Jahr unter dem Namen „Gyula-Bereznai-Mathematikwettbewerb“ durchgeführt.

## Auszeichnungen und Ehrungen
- 1960 – Manó-Beke-Gedächtnispreis der János-Bolyai-Mathematikergesellschaft
- 1969 – Ausgezeichneter Bildungsarbeiter
- 1972 – Ministeriales Lob
- 1979 – Für hervorragende Arbeit
- 1983 – Für die sozialistische Kultur

## Schriften
- Satz des Pythagoras[5]
- Geschichte der Nummerierung[6]
- Mathematikwettbewerbe der Pädagogischen Hochschulen[7]

## Veröffentlichungen
- Kuriositäten über die Parabel; Jahrbuch des Mädchengymnasiums von Ferenc Kölcsey, Nyíregyháza, 1960.
- Indirekter Beweis im Mathematikunterricht der Sekundarstufe; Pädagoge des Landkreises Szabolcs-Szatmár, Nyíregyháza
- Studien im p-ed-Teil unter monoton ansteigenden oder abnehmenden Reihen; Acta Academiae Paedagogicae Nyíregyháziensis (AAPN), 1965. (ISSN=0133-6037)
- Ein einfacher Beweis für die Ungleichung des arithmetischen Mittelwerts und des geometrischen Mittelwerts; A Matematika Tanítása (Mathematik unterrichten), 1968.
- Antwortschreiben an einen Gymnasiallehrer; A Matematika Tanítása, 1968.
- Zwei Eigenschaften der Stalley-Funktion; AAPN, 1968.
- Eine Reduktion einer gewöhnlichen linearen Differentialgleichung mit einem konstanten Koeffizienten; AAPN, 1968.
- Über eine bestimmte Klasse rationaler Zahlen; AAPN, 1968.
- Lehren der quadratischen Gleichung nach einem bestimmten Aspekt; A Matematika Tanítása, 1969.
- Hinweis für eine Aufgabe im Mathematikunterricht; A Matematika Tanítása, 1969.
- Untersuchung der Monotonie elementarer Funktionen mit elementaren Mitteln; A Matematika Tanítása, 1970.
- Einfacher Beweis für die Irrationalität der {\displaystyle {\sqrt {2}}}; A Matematika Tanítása, 1970.
- Satz des Pythagoras Tankönyvkiadó, 1970. (Lehrbuch  Verlag)
- Zum Lösen irrationaler Gleichungen; A Matematika Tanítása, 1971.
- Poste eine Diskussion A Matematika Tanítása, 1971.
- Bereznai Gyula – Gilányi Jánosné: Eine Verallgemeinerung des Konzepts einer konvexen Funktion und mittlerer Ungleichungen; AAPN, 1972.
- Eine häufige Ursache für Minkowski-Ungleichung und Cauchy-Bunyakovskys-Schwarz-Ungleichung; AAPN, 1972.
- Additiv zur Theorie der Kurven konstanter Breite; AAPN, 1972.
- Über eine Annäherung an x-förmige reelle Zahlen; AAPN, 1973.
- Über die Zahl; Mathematik in der Schule, 1973/1.
- Über eine Reduktion partieller Differentialgleichungen; AAPN, 1973.
- Eine Annäherung an reelle Zahlen der Form {\displaystyle {\sqrt {2}}}; AAPN, 1973.
- Ein einfaches Konvergenzkriterium; AAPN, 1973. (1973. Matematika, 19-24. p. ISSN 0133-882X)
- Irrationalität der Wurzelmengen; A Matematika Tanítása, 1974/1.
- Fußnote zum Nachweis eines Elements in der Operatorenrechnung; AAPN, 1974.
- Zur Faktorisierung von Mersenne-Primzahlen; AAPN, 1974.
- Kommentar zu einem Satz der Zahlentheorie; AAPN, 1974.
- Das Rechenzentrum unserer Hochschule; Jahrbuch des György Bessenyei Lehrerausbildungshochschule, 1974.
- Beispiel einer Kurve, die einen n-dimensionalen Einheitswürfel vollständig ausfüllt; AAPN, 1977.
- Ein weiterer Beweis für die Ungleichheit zwischen arithmetischem und geometrischem Mittel; A Matematika Tanítása, 1977/3.
- Gleichwertigkeit der Gleichungen; Bibliothek für die Fortbildung von Lehrern, 1977.
- Mathematikwettbewerbe in Lehrerseminaren I. 1952–1970.; (mit Dr.Varecza Árpád) Tankönyvkiadó, 1978.
- Bereznai Gyula – Dr.Varecza Árpád – Dr.Rozgonyi Tibor: Nationale Mathematikwettbewerbe an Lehrerseminaren; Tankönyvkiadó, 1978.
- Division mit Fraktion; A Matematika Tanítása, 1979.
- Zur Integration komplexer und inverser Funktionen; AAPN, 1980.
- Hinweis für eine Wettbewerbsaufgabe A Matematika Tanítása, 1980.
- Mathematikwettbewerbe in Lehrerseminaren II. 1971–1979.; (mit Dr.Varecza Árpád) Tankönyvkiadó, 1981.
- Bereznai Gyula – Dr.Varecza Árpád: Über den Hintergrund einer Wettbewerbsaufgabe; AAPN, 1982.
- Bereznai Gyula – Dr.Filep László: Die Geschichte des Schreibens der Zahl Gondolat Verlag, Bp. 1982. (Kelet-Magyarország Zeitung)
- Moderner Unterricht in moderner Mathematik; Pädagogische Werkstatt, 1983.
- Die Rolle der Klassifikation im Prozess der wissenschaftlichen Erkenntnis; Veröffentlichung der János Bolyai Mathematische Gesellschaft, 1983.
- Der Wissenschaftler und Friedenskämpfer Pierre Curie wurde vor 125 Jahren geboren; Kelet-Magyarország, 15. Mai 1984.
- Ich fand das: Warum unterrichten wir mathematische Logik?; Pedagógiai műhely (Pädagogische Werkstatt), 1984.
- Eine allgemeine Teilbarkeitsregel; AAPN, 1985.
- Bereznai Gyula – Dr.Varecza Árpád: On the convergence of a certain sequence; AAPN, 1985.
- Zur Kritik unseres Mathematikunterrichts; Pedagógiai műhely, 1987.
- Wir haben es im Matheunterricht gesehen...; Tanító : methodologische Zeitschrift, 1987.
- Unterrichten des Feldes der Polygone in der Gymnasium; AAPN, 1988.
- Offene Sätze und ihre Rolle im Mathematikunterricht in der Grundschule; Pedagógiai műhely, 1988.
- Mathematikwettbewerbe in Lehrerseminaren III. 1980–1985.; (mit Dr.Varecza Árpád) Tankönyvkiadó, 1981.
- Grundbegriffe der Mengenlehre in der Grundschule; Pedagógiai műhely, 1990.
- Bereznai Gyula+ - Dr.Rozgonyi Tibor: Hinweise zur Funktionskontinuität; AAPN, 1992.